# Divididos
Divididos est un groupe de rock argentin, originaire de Hurlingham, à Buenos Aires. Il est membre du mouvement musical appelé le rock argentin,. Ses membres actuels sont les suivants : Ricardo Mollo (guitare et chant), Diego Arnedo (basse) et Catriel Ciaverella (batterie),.

## Biographie
Divididos est formé en 1988, par les membres du groupe Sumo, à la suite de sa dissolution après la mort de son meneur Luca Prodan en décembre 1987. Le groupe est surnommé La Aplanadora del rock et est connu pour son mélange de rock, de musique folklorique argentine, et de paroles complexes,. Le groupe démarre avec son premier album, 40 dibujos ahí en el piso, bien accueilli par la presse spécialisée, qui ressemble à du new wave britannique à la Sumo. Cependant, peu de temps après, le groupe se popularise encore plus avec la sortie en 1991 d'un tout autre type d'album, intitulé Acariciando lo áspero. La notoriété du groupe se cristallisera encore plus en 1993 avec l'album axé politique La era de la boludez, et en 1995 avec l'album psychédélique et expérimental Otroletravaladna.
Divididos est récompensé dans la catégorie de meilleure chanson des années 2000 pour Spaghetti del rock et du meilleur album des années 2000 pour Narigón del siglo, qui sont tous les deux sélectionnés par les lecteurs du magazine Rolling Stone Argentina. En 2005, ils sont récompensés d'un Konex Award en platine pour le groupe rock de la décennie 1995–2005, distinction partagée avec Patricio Rey y sus Redonditos de Ricota.
Le groupe reprendra aussi les chansons Voodoo Child (Slight Return) de Jimi Hendrix et Light My Fire de The Doors.
En 2010, dans la liste des 50 chansons nationales de la décennie, un groupe de rédacteurs de Rolling Stone Argentina classe Spaghetti del rock à la 5e place, et Par mil à la 21e place.

## Membres

### Membres actuels
- Ricardo Mollo - chant, guitare (depuis 1988)
- Diego Arnedo - basse (depuis 1988)
- Catriel Ciavarella - batterie (depuis 2004)

### Anciens membres
- Gustavo Collado - batterie (1988-1990)
- Federico Gil Solá - batterie (1991-1995)
- Jorge Araujo - batterie (1995-2004)

## Discographie

### Albums studio
- 1989 : 40 dibujos ahí en el piso
- 1991 : Acariciando lo áspero
- 1993 : La era de la boludez
- 1995 : Otro le travaladna
- 1998 : Gol de mujer
- 2000 : Narigón del siglo
- 2002 : Vengo del placard de otro
- 2010 : Amapola del 66

### Albums live
- 2000 : Viveza criolla
- 2003 : Vivo acá
- 2011 : Audio y agua

### Compilations
- 1996 : Divididos
- 1999 : 10
- 2003 : Oro
- 2004 : Canciones de cuna al palo
- 2004 : Vianda de ayer
- 2006 : Obras cumbres